# 1985年の鉄道
1985年の鉄道（1985ねんのてつどう）とは、1985年（昭和60年）に起こった鉄道関係の出来事をまとめたページである。
1984年の鉄道 - 1985年の鉄道 - 1986年の鉄道

## 出来事の一覧

### 1月
- 1月1日
  - 日本国有鉄道
    - （路線廃止） 香椎線（貨物支線） 酒殿駅 - 志免駅
    - （貨物営業廃止） 岡多線 北岡崎駅 - 北野桝塚駅
    - （貨物営業廃止） 香椎線 香椎駅 - 酒殿駅

  - 松本電気鉄道
    - （路線廃止） 上高地線 新島々駅 - 島々駅（台風による土砂災害のため1983年9月28日から休止）
    - （駅廃止） 島々駅（上高地線）
- 1月9日
  - 北九州高速鉄道
    - （新線開業） 小倉線 小倉駅（初代） - 企救丘駅 (8.4km)
    - （新駅開業） 小倉駅、旦過駅、香春口三萩野駅、片野駅、城野駅、北方駅、競馬場前駅、守恒駅、徳力公団前駅、徳力嵐山口駅、志井駅、企救丘駅（小倉線）

### 2月
- 2月7日
  - 東京モノレール
    - （新駅開業） 昭和島駅（羽田線（現・東京モノレール羽田空港線） 流通センター駅 - 羽田整備場駅（現・整備場駅）間）

### 3月
- 3月1日
  - 日本国有鉄道
    - （複線化） 外房線 本納駅 - 新茂原駅
- 3月2日
  - 京浜急行電鉄
    - （新駅開業） 新逗子駅（逗子線。京浜逗子駅と逗子海岸駅を統合）
    - （駅廃止） 京浜逗子駅、逗子海岸駅（逗子線。新逗子駅に統合）
- 3月3日
  - 福岡市交通局
    - （延伸開業） 1号線 (仮)博多駅 - 博多駅（本駅）
    - （本開業） 博多駅（1号線）
- 3月5日
  - 日本国有鉄道
    - （操車場廃止・統合） 南長岡駅←長岡操車場（信越本線）
- 3月14日
  - 日本国有鉄道
    - （延伸開業） 東北新幹線 上野駅 - 大宮駅 (27.7km)
    - （旅客営業再開） 鹿島線 鹿島神宮駅 - 北鹿島駅
    - （新駅開業） (臨)万博中央駅（常磐線 牛久駅 - 荒川沖駅間）
    - （新駅開業） 安茂里駅（信越本線 川中島駅 - 長野駅間）
    - （新駅開業） 水沢江刺駅（東北新幹線 一ノ関駅 - 北上駅間）
    - （新駅開業） 新花巻駅（東北新幹線 北上駅 - 盛岡駅間、釜石線 似内駅 - 小山田駅間）
    - （新駅開業） 高島駅（山陽本線 東岡山駅 - 岡山駅間）
    - （新駅開業） 新井口駅（山陽本線 西広島駅 - 五日市駅間）
    - （新駅開業） 西諫早駅（長崎本線 諫早駅 - 喜々津駅間）
    - （駅名改称） 三川駅←白崎駅（磐越西線）
    - （路線廃止） 室蘭本線（貨物支線） 室蘭駅 - 西室蘭駅
    - （路線廃止） 小松島線 中田駅 - 小松島港仮乗降場
    - （路線廃止） 鹿児島本線（博多臨港線） 博多港駅 - 福岡港駅
    - （貨物営業廃止） 室蘭本線（支線） 御崎駅 - 室蘭駅
    - （貨物営業廃止） 二俣線 掛川駅 - 新所原駅
    - （貨物営業廃止） 宮津線 西舞鶴駅 - 豊岡駅
    - （駅廃止） 西室蘭駅（室蘭本線(貨物支線)）
    - （駅廃止） 矢沢駅（釜石線）
    - （駅廃止・信号場化） いわき貨物信号場←いわき貨物駅（常磐線）
    - （駅・仮乗降場廃止） 小松島駅、小松島港仮乗降場（小松島線）
    - （駅廃止） 福岡港駅（鹿児島本線(博多臨港線)）
    - （信号場廃止） 神路信号場（宗谷本線）

  - 鹿島臨海鉄道
    - （新線開業） 大洗鹿島線 水戸駅 - 北鹿島駅 (53.0km)
    - （新駅開業） 水戸駅、東水戸駅、常澄駅、大洗駅、涸沼駅、鹿島旭駅、徳宿駅、新鉾田駅、北浦湖畔駅、大洋駅、鹿島灘駅、鹿島大野駅、荒野台駅（大洗鹿島線）

  - 小田急電鉄
    - （新駅開業） 開成駅（小田原線 新松田駅 - 栢山駅間）

  - 横浜市交通局
    - （延伸開業） 1号線 上永谷駅 - 舞岡駅 (2.0km)
    - （延伸開業） 3号線 横浜駅 - 新横浜駅 (7.0km)
    - （新駅開業） 下永谷駅、舞岡駅（1号線）
    - （新駅開業） 三ッ沢下町駅、三ッ沢上町駅、片倉町駅、岸根公園駅、新横浜駅（3号線）

  - 名古屋鉄道
    - （電化廃止・ワンマン運転開始） 三河線 西中金駅 - 猿投駅
    - （ワンマン運転開始） 八百津線 明智駅 - 八百津駅

  - 三岐鉄道
    - （旅客営業休止） 三岐線 富田駅 - 三岐朝明駅

### 4月
- 4月1日
  - 日本国有鉄道
    - （路線廃止） 相生線 美幌駅 - 北見相生駅
    - （路線廃止） 渚滑線 渚滑駅 - 北見滝ノ上駅
    - （路線廃止） 万字線 志文駅 - 万字炭山駅
    - （路線廃止） 弥彦線（弥彦東線） 東三条駅 - 越後長沢駅
    - （路線廃止） 倉吉線 倉吉駅 - 山守駅
    - （路線廃止） 北条線 粟生駅 - 北条町駅（北条鉄道に転換）
    - （路線廃止） 三木線 厄神駅 - 三木駅（三木鉄道に転換）
    - （路線廃止） 室木線 遠賀川駅 - 室木駅
    - （路線廃止） 香月線 中間駅 - 香月駅
    - （路線廃止） 勝田線 吉塚駅 - 筑前勝田駅
    - （路線廃止） 添田線 香春駅 - 添田駅
    - （路線廃止） 矢部線 羽犬塚駅 - 黒木駅
    - （駅・仮乗降場廃止） 旭通仮乗降場、上美幌駅、豊幌仮乗降場、活汲駅、達美仮乗降場、津別駅、高校前仮乗降場、恩根駅、本岐駅、大昭仮乗降場、開拓仮乗降場、布川駅、北見相生駅（相生線）
    - （駅・仮乗降場廃止） 元西仮乗降場、下渚滑駅、十六号線仮乗降場、中渚滑駅、上東仮乗降場、上渚滑駅、奥東仮乗降場、滝ノ下駅、雄鎮内仮乗降場、濁川駅、北見滝ノ上駅（渚滑線）
    - （駅廃止） 上志文駅、朝日駅、美流渡駅、万字駅、万字炭山駅（万字線）
    - （駅廃止） 越後大崎駅、大浦駅、越後長沢駅（弥彦線）
    - （駅廃止） 上灘駅、打吹駅、西倉吉駅、小鴨駅、上小鴨駅、関金駅、泰久寺駅、山守駅（倉吉線）
    - （駅廃止） 網引駅、田原駅、法華口駅、播磨下里駅、長駅、播磨横田駅、北条町駅（北条線）
    - （駅廃止） 国包駅、石野駅、別所駅、三木駅（三木線）
    - （駅廃止） 古月駅、鞍手駅、八尋駅、室木駅（室木線）
    - （駅廃止） 新手駅、岩崎駅、香月駅（香月線）
    - （駅廃止） 御手洗駅、上亀山駅、志免駅、下宇美駅、筑前勝田駅（勝田線）
    - （駅廃止） 上伊田駅、今任駅、大任駅、伊原駅（添田線）
    - （駅廃止） 花宗駅、鵜池駅、蒲原駅、筑後福島駅、今古賀駅、上妻駅、山内駅、北川内駅、黒木駅（矢部線）

  - 同和鉱業
    - （路線廃止） 花岡線 大館駅 - 花岡駅
    - （駅廃止） 大館駅、松峯駅、花岡駅（花岡線）

  - 蒲原鉄道
    - （路線廃止） 蒲原鉄道線 加茂駅 - 村松駅
    - （駅廃止） 加茂駅、陣ヶ峰駅、東加茂駅、駒岡駅、狭口駅、七谷駅、冬鳥越駅、土倉駅、高松駅、大蒲原駅、寺田駅、西村松駅（蒲原鉄道線）

  - 北条鉄道
    - （路線開業） 北条線 粟生駅 - 北条町駅 (13.6km)（日本国有鉄道から転換）
    - （駅開業） 粟生駅、網引駅、田原駅、法華口駅、播磨下里駅、長駅、播磨横田駅、北条町駅（北条線）

  - 三木鉄道
    - （路線開業） 三木線 厄神駅 - 三木駅 (6.6km)（日本国有鉄道から転換）
    - （駅開業） 厄神駅、国包駅、石野駅、別所駅、三木駅（三木線）
- 4月5日
  - 大阪市交通局
    - （延伸開業） 中央線 深江橋駅 - 長田駅 (3.2km)
    - （新駅開業） 高井田駅、長田駅（中央線）
- 4月10日
  - 土佐電気鉄道
    - （新駅開業） 清和学園前停留場（後免線 一条橋停留場 - 領石通停留場間）
- 4月14日
  - 阪神電鉄
    - （路線廃止） 武庫川線 武庫大橋駅 - 武庫川駅（1958年の貨物営業廃止以降休止されていた）
    - （駅廃止） 武庫大橋駅（武庫川線）
- 4月20日
  - 神岡鉄道
    - （駅名改称） 神岡鉱山前駅←神岡口駅（神岡線）
- 4月25日
  - 西武鉄道
    - （路線開業） 山口線（案内軌条式鉄道） 西武遊園地駅 - 西武球場前駅 (2.5km)（軽便鉄道から転換）
    - （新駅開業） 遊園地西駅（山口線）
    - （信号場新設） 東中峯信号場（山口線）
    - （路線廃止） 山口線（軽便鉄道） 遊園地前駅 - ユネスコ村駅（案内軌条式鉄道に転換）
    - （駅廃止） 遊園地前駅、ユネスコ村駅（山口線）
    - （信号所廃止） 中峯信号所、山口信号所（山口線）

### 5月
- 5月1日
  - 加悦鉄道
    - （路線廃止） 加悦鉄道線 丹後山田駅 - 加悦駅
    - （駅廃止） 丹後山田駅、水戸谷駅、丹後四辻駅、加悦谷高校前駅、三河内口駅、三河内駅、加悦駅（加悦鉄道線）

### 6月
- 6月1日
  - 新潟交通
    - （駅名改称） 白山前駅←県庁前駅（電車線）
- 6月18日
  - 神戸市交通局
    - （新線開業） 西神延伸線 名谷駅 - 学園都市駅 (3.5km)
    - （延伸開業） 山手線 新神戸駅 - 大倉山駅 (3.3km)
    - （新駅開業） 総合運動公園駅、学園都市駅（西神延伸線）
    - （新駅開業） 新神戸駅、三宮駅、山手（県庁前）駅（山手線）

### 7月
- 7月1日
  - 日本国有鉄道
    - （路線廃止） 岩内線 小沢駅 - 岩内駅
    - （路線廃止） 興浜北線 浜頓別駅 - 北見枝幸駅
    - （路線廃止） 大畑線 下北駅 - 大畑駅（下北交通に転換）
    - （駅廃止） 国富駅、幌似駅、前田駅、西前田駅、岩内駅（岩内線）
    - （駅・仮乗降場廃止） 頓別仮乗降場、豊牛駅、豊浜仮乗降場、斜内駅、目梨泊駅、山臼仮乗降場、問牧駅、北見枝幸駅（興浜北線）
    - （駅廃止） 海老川駅、田名部駅、樺山駅、陸奥関根駅、川代駅、正津川駅、大畑駅（大畑線）

  - 下北交通
    - （路線開業） 大畑線 下北駅 - 大畑駅 (18.0km)（日本国有鉄道から転換）
    - （駅開業） 下北駅、海老川駅、田名部駅、樺山駅、陸奥関根駅、川代駅、正津川駅、大畑駅（大畑線）
- 7月15日
  - 日本国有鉄道
    - （新駅開業） (臨)日本へそ公園駅（加古川線 比延駅 - 黒田庄駅間）
    - （路線廃止） 興浜南線 興部駅 - 雄武駅
    - （駅・仮乗降場廃止） 沢木駅、元沢木仮乗降場、栄丘駅、雄武共栄仮乗降場、雄武駅（興浜南線）
- 7月23日
  - 大井川鐵道
    - （新駅開業） 日切駅（大井川本線 代官町駅 - 五和駅（現合格駅）間）
- 7月27日
  - 日本国有鉄道
    - （新駅開業） (臨)切浜海水浴場駅（山陰本線 竹野駅 - 佐津駅間）

### 8月
- 8月12日
  - 京成電鉄
    - （複々線化） 本線 青砥駅 - 京成高砂駅
- 8月30日
  - 西日本鉄道
    - （駅移転） 貝塚駅（宮地岳線）

### 9月
- 9月16日
  - 日本国有鉄道
    - （駅廃止） (臨)万博中央駅（常磐線）
- 9月17日
  - 日本国有鉄道
    - （路線廃止） 美幸線 美深駅 - 仁宇布駅
    - （駅廃止） 東美深駅、辺渓駅、仁宇布駅（美幸線）
- 9月30日
  - 日本国有鉄道
    - （新線開業） 東北本線（埼京線） 赤羽駅 - 大宮駅 (18.0km)
    - （路線愛称使用開始） 埼京線（赤羽線 池袋駅 - 東北本線 大宮駅）
    - （電化） 川越線 大宮駅 - 高麗川駅 (直流1500V)
    - （複線化） 大宮駅 - 日進駅（川越線）
    - （新駅開業） 北赤羽駅、浮間舟渡駅、戸田公園駅、戸田駅、北戸田駅、武蔵浦和駅、中浦和駅、南与野駅、与野本町駅、北与野駅（埼京線）
    - （新駅開業） 武蔵浦和駅（武蔵野線 西浦和駅 - 南浦和駅間）
    - （信号場廃止・統合） 武蔵浦和駅←田島信号場（武蔵野線）

### 10月
- 10月1日
  - 日本国有鉄道
    - （新駅開業） 星置駅（函館本線 銭函駅 - 手稲駅間）
    - （路線廃止） 矢島線 羽後本荘駅 - 羽後矢島駅（由利高原鉄道に転換）
    - （駅廃止） 薬師堂駅、子吉駅、羽後鮎川駅、羽後黒沢駅、前郷駅、西滝沢駅、羽後川辺駅、羽後矢島駅（矢島線）

  - 同和鉱業
    - （新駅開業） 古館駅（小坂線 篭谷駅 - 小坂駅間）

  - 由利高原鉄道
    - （路線開業） 鳥海山ろく線 羽後本荘駅 - 矢島駅 (23.0km)（日本国有鉄道から転換）
    - （駅開業） 羽後本荘駅、薬師堂駅、子吉駅、鮎川駅（羽後鮎川駅から改称）、黒沢駅（羽後黒沢駅から改称）、前郷駅、久保田駅、西滝沢駅、川辺駅（羽後川辺駅から改称）、矢島駅（羽後矢島駅から改称）（鳥海山ろく線）

  - 鹿児島市交通局
    - （路線廃止） 伊敷線 加治屋町停留場 - 伊敷町駅
    - （路線廃止） 上町線 市役所前停留場 - 清水町駅
    - （駅廃止） 千石馬場駅、新上橋駅、新照院駅、草牟田駅、中草牟田駅、護国神社前駅、玉江小学校前駅、下伊敷駅、伊敷町駅（伊敷線）
    - （駅廃止） 私学校跡駅、岩崎谷駅、長田町駅、竪馬場駅、柳町駅、春日町駅、清水町駅（上町線）
- 10月9日
  - 名古屋鉄道
    - （駅名改称） 羽黒駅←明治村口駅（小牧線）
- 10月16日
  - 三陸鉄道
    - （新駅開業） 小石浜駅（南リアス線 綾里駅 - 甫嶺駅間）
- 10月20日
  - 西日本鉄道
    - （路線廃止） 枝光線 中央町駅 - 幸町駅
    - （路線廃止） 北九州本線 門司駅 - 砂津駅
    - （路線廃止） 戸畑線 大門駅 - 戸畑駅
    - （駅廃止） 山王駅、枝光本町駅、枝光駅前駅、荒手駅、牧山駅、沖台通駅、浅生駅、幸町駅（枝光線）
    - （駅廃止） 門司駅、東本町駅、鎮西橋駅、桟橋通駅、広石駅、風師駅、葛葉駅、二タ松町駅、片上駅、小森江駅、市立門司病院前駅、大里東口駅、大里駅、門司駅前駅、原町駅、社ノ木駅、新町駅、赤坂駅、上富野三丁目駅、上富野一丁目駅（北九州本線）
    - （駅廃止） 日明駅、日明西口駅、中井口駅、中原駅、工大前駅、三六駅、幸町駅、元宮町駅、戸畑駅（戸畑線）
- 10月31日
  - 日本国有鉄道
    - （新駅開業） すずらんの里駅（中央本線 富士見駅 - 青柳駅間）

### 11月
- 11月1日
  - 函館市交通局（現・函館市企業局交通部）
    - （駅名改称）  函館どつく前停留場←函館ドック前停留場（本線）
- 11月5日
  - 日本国有鉄道
    - （路線廃止） 手宮線 南小樽駅 - 手宮駅
    - （駅廃止） 手宮駅（手宮線）
- 11月16日
  - 日本国有鉄道
    - （路線廃止） 明知線 恵那駅 - 明知駅（明知鉄道に転換）
    - （駅廃止） 東野駅、阿木駅、飯羽間駅、岩村駅、花白駅、山岡駅、明知駅（明知線）

  - 明知鉄道
    - （路線開業） 明知線 恵那駅 - 明智駅(25.1km)（日本国有鉄道から転換）
    - （駅開業） 恵那駅、東野駅、阿木駅、飯羽間駅、岩村駅、花白駅、山岡駅、明智駅（明知駅から改称）（明知線）

  - 神戸電鉄
    - （駅移設） 岡場駅（三田線）
- 11月19日
  - 東武鉄道
    - （複線化） 野田線 増尾駅 - 逆井駅(0.9km)
- 11月28日
  - 近畿日本鉄道
    - （常設駅化） ファミリー公園前駅（橿原線）

### 12月
- 12月1日
  - 日本国有鉄道
    - （新駅開業） 平城山駅（関西本線 奈良駅 - 木津駅間）
    - （駅廃止） 湘南貨物駅（東海道本線）

  - 東武鉄道
    - （駅移転） 第三会沢駅（会沢線）

  - 遠州鉄道
    - （路線移設・高架化） 鉄道線 新浜松駅 - 助信駅
    - （新駅開業） 第一通り駅（鉄道線 新浜松駅 - 遠州病院前駅間）
    - （駅移転） 新浜松駅（鉄道線）
    - （駅移転・駅名改称） 遠州病院前駅←遠鉄浜松駅、八幡駅←遠州八幡駅、助信駅←遠州助信駅（鉄道線）
    - （駅廃止） 遠州馬込駅（鉄道線）
    - （信号場廃止） 遠州浜松信号場（鉄道線）
- 12月7日
  - 新潟交通
    - （新駅開業） 千日駅（電車線 白根駅 - 曲駅間）
- 12月24日
  - 日本国有鉄道
    - （新駅開業） (臨)ヤナバスキー場前駅（大糸線 簗場駅 - 南神城駅間）

## 主なダイヤ改正
- 3月14日
  - 日本国有鉄道
  - 名古屋鉄道
  - 鹿島臨海鉄道
    - （直通運転開始） 鹿島線 - 大洗鹿島線（鹿島臨海車両のみで運用）

## 災害・不通・事故・事件など

### 7月
- 7月11日
  - 日本国有鉄道
    - （事故） 能登線 古君駅 - 鵜川駅間で列車脱線事故発生（能登線列車脱線事故）

### 11月
- 11月29日
  - 日本国有鉄道
    - （事件） 国電同時多発ゲリラ事件発生
    - （営業休止） 浅草橋駅（総武本線(総武緩行線)。国電同時多発ゲリラ事件により駅舎が放火されるなど、終日混乱したため）
- 11月30日
  - 日本国有鉄道
    - （営業再開） 浅草橋駅（総武本線(総武緩行線)。前日の国電同時多発ゲリラ事件による騒乱のため、客扱いが不可能だった）

## 鉄道車両

### 新系列・新形式
- 日本国有鉄道
  - 新幹線100系電車
  - 205系電車
  - 211系電車
  - アルファコンチネンタルエクスプレス
  - タキ26200形貨車
  - タキ46000形貨車
- 札幌市交通局
  - 8500形電車
- 由利高原鉄道
  - YR-1000形気動車
- 仙台市交通局
  - 1000系電車
- 鹿島臨海鉄道
  - 6000形気動車
- 東武鉄道
  - 6050系電車
- 西武鉄道
  - 8500系電車（レオライナー）
- 京王電鉄
  - チキ290形貨車
- 京浜急行電鉄
  - 1500形電車
- 伊豆急行
  - 2100系電車（リゾート21）
- 南海電気鉄道
  - 9000系電車
  - 10000系電車
- 明知鉄道
  - アケチ1形気動車
- 北条鉄道
  - フラワ1985形気動車
- 三木鉄道
  - ミキ180形気動車
- 北九州高速鉄道
  - 1000形電車
- 熊本市交通局
  - 8500形電車

### 譲渡形式
- 下北交通←日本国有鉄道
  - キハ85形気動車
- 鹿島臨海鉄道←日本国有鉄道
  - 2000形気動車
- 新潟交通←小田急電鉄
  - モハ2220形電車
- 一畑電気鉄道←西武鉄道
  - 90系電車

### 消滅形式
- 日本国有鉄道
  - ホキ650形貨車
  - タム5100形貨車
  - タム5800形貨車
  - タム5850形貨車
  - タム7500形貨車
  - タム5100形貨車
  - タム23250形貨車
  - タサ5200形貨車
  - タサ5900形貨車
  - タキ5500形貨車
  - タキ5800形貨車
  - タキ7150形貨車
  - タキ7200形貨車
  - タキ7700形貨車
  - タキ8600形貨車
  - タキ9600形貨車
  - タキ9700形貨車
  - タキ12300形貨車
  - タキ12400形貨車
  - タキ14600形貨車
  - タキ18900形貨車
  - タキ42150形貨車
  - ホキ5800形貨車
  - ホキ6300形貨車
  - シキ130形貨車

### 受賞
- 第28回ブルーリボン賞 - 名古屋鉄道 8800系電車
- 第25回ローレル賞
  - 帝都高速度交通営団 01系電車
  - 樽見鉄道 ハイモ180形気動車

## その他
- 4月1日
  - 東武鉄道
    - （索道譲渡） 日光普通索道 明智平駅 - 展望台駅（日光交通に譲渡）
    - （駅譲渡） 明智平駅、展望台駅（日光普通索道）

  - 日光交通
    - （索道譲受） 明智平ロープウェイ 明智平駅 - 展望台駅（東武鉄道から譲受）
    - （駅譲受） 明智平駅、展望台駅（日光交通）